# Desert Vampires
Desert Vampires è un film del 2001 diretto da J.S. Cardone.

## Trama
L'ambizioso ma gentile Sean si fa dare una settimana di vacanze per consegnare una Mercedes sportiva a Miami e andare al matrimonio della sorella. Nel lungo viaggio da Los Angeles a Miami Sean ha numerosi problemi, infatti gli si spacca il copertone ed è costretto dalla mancanza di denaro ad accogliere un autostoppista, Nick: un cacciatore di vampiri, che gli dice che pagherà la benzina fino a Houston. I problemi però continuano, infatti i due aiutano Megan, una ragazza vampirizzata da poco. Durante il viaggio incontrano una banda di vampiri, dove uno di essi morde Sean. L'unico modo per impedire che Sean diventi un vampiro è uccidere Kit, un potentissimo vampiro, che dà la caccia ai due ragazzi.

## Temi
I critici contemporanei del film hanno notato un sottotesto omoerotico tra i due personaggi maschili centrali del film. Nel 2013 in una retrospettiva sul film, la pubblicazione Culture Crossfire ha detto del film: "Dodici anni dopo, non c'è niente in Desert Vampires che sia particolarmente memorabile se non il fatto che it’s an in-denial coming out tale that just happens to have vampires."

## Produzione
Il regista J.S. Cardone è stato influenzato dal film La rabbia giovane (1973) di Terrence Malick e dal film sui vampiri Il buio si avvicina (1987) di Kathryn Bigelow quando ha scritto Desert Vampires. Egli ha detto che voleva fare un  "road movie" con i vampiri. Kerr Smith è stato scelto per il film in base alla sua interpretazione di Jack McPhee, un adolescente gay della serie televisiva Dawson's Creek; Brendan Fehr è stato scelto in base al suo ruolo nella serie di fantascienza Roswell. Cardone ha scelto Izabella Miko nel ruolo di Megan, che all'epoca era nuova nell'industria cinematografica. Per prepararsi al ruolo la Miko, originaria della Polonia, ha completato un allenamento d'accento per ottenere un accento americano.
Il film è stato girato in location e nei dintorni di Yuma, Arizona.

## Accoglienza
Desert Vampires detiene un rating di approvazione del 7% su Rotten Tomatoes, basato su 54 recensioni.
Marc Savlovdi The Austin Chronicle ha detto del film: "Come il recente Dracula's Legacy - Il fascino del male, Desert Vampires fornisce una sua svolta, e anche come quell'altro film è più una sorpresa che uno smarrimento. , anche se noterò che le Crociate hanno qualcosa a che fare con esso e che si può facilmente raddoppiare come una metafora dell'AIDS. Who'da thunk it?" Anche Entertainment Weekly ha dato al film una recensione negativa, definendolo "sorprendentemente amatoriale."
Stephen Holden del The New York Times ha dato una recensione media del film, definendolo un "ibrido generico ragionevolmente intelligente", ma che "trotterella il suo arsenale pieno di tattiche di shock fin troppo presto nel gioco e spreca la suspense che ha accumulato." Wesley Morris del San Francisco Chronicle ha scritto: "As anonymous vampire flicks go, The Forsaken is like a store-bought costume with plastic fangs collecting dust in a Wal-Mart "Everything Must Go" bin. Imagine a tributary of Dawson's Creek snaking into the cesspool area of the Styx, and you might be able to glean a vision of The Forsaken for yourself."
Maitland McDonagh di TV Guide ha definito il film un "film hip, revisionista e horror", che prende in prestito liberamente — e in modo canonico — da Il buio si avvicina e The Hitcher - La lunga strada della paura." Neil Smith della BBC ha premiato il film con tre stelle su cinque, ma ha notato che il film "minimizza gli aspetti più oscuri della leggenda dei vampiri - niente zanne, crocifissi o proiettili d'argento - nel tentativo di liberare il genere da le sue radici gotiche. Il problema è che rimuove inavvertitamente tutto ciò che rende divertente il genere horror."

### Box office
Il film ha debuttato all'8º posto al botteghino nordamericano, guadagnando 3.020.159 dollari nel suo weekend di apertura. La settimana seguente, il film ha perso il 53% dei guadagni al botteghino finendo al 9º posto. Successivamente il film si è rivelato un flop al botteghino precipitando al 15º posto ed incassando in totale 8.704.851 dollari a fronte di un budget di realizzazione di 15 milioni di dollari.